# Mount Hook
Mount Hook ist eine 1605 m hohe, verschneite und bergähnliche Erhebung im westantarktischen Queen Elizabeth Land. In der Forrestal Range der Pensacola Mountains ragt er 8 km südöstlich des Sorna Bluff an der Ostseite des Saratoga Table auf.
Das Advisory Committee on Antarctic Names benannte den Berg 1979 nach Leutnant Richard M. Hook von der US Navy, der im antarktischen Winter 1969 als medizinischer Offizier auf der Ellsworth-Station tätig war.